# Gorgorhynchus lepidus
Gorgorhynchus lepidus är en hakmaskart som beskrevs av Van Cleave 1940. Gorgorhynchus lepidus ingår i släktet Gorgorhynchus och familjen Rhadinorhynchidae. Inga underarter finns listade i Catalogue of Life.